# Градски парк у Бијељини
Градски парк у Бијељини је настарији парк у Граду Бијељина. Парк је основан крајем 19. вијека, за вријеме аустро-угарске окупације.

## Историјат
Бијељина је одмах након аустро-угарске окупације почела да одбацује претежно оријентални изглед и да постепено добија обрисе европског града. Већ у првој деценији под окупацијом, у центру Бијељине су изграђени хотел, банка, Комунална школа, шеталиште у главној улици... Поред промјене лица града, још примјетнија је била цивилизацијска промјена начина живота и свијести становника Бијељине - мијењали су се начин облачења, међусобног опхођења, принципи економије. Вјероватно је најупадљивија била промјена у начину провођења слободног времена - Бијељинци и Бијељинке у потрази за разонодом све више излазе изван приватности кућа и домаћинстава. Поред хотела и кафана, једно од средишта друштвеног живота постало је шеталиште у главној улици, претеча каснијег корзоа.
У то вријеме простор данашњег Градског парка је био запуштена ледина звана Пашића-мераја, која је коришћена као сточна пијаца у пазарне дане. Осталих дана користили су је сељаци из околних села за одмор запрежних коња и волова, а око њих је ријетку траву брстила ситна стока локалне сиротиње. С јесени ливада се претварала у каљугу, а зими се ледила и постајала мјесто за забаву дјеце.
Ледина би вјероватно остала још дуго запуштена да млади општински службеник (беамтер), Јохан Кајзер почетком 1891. године није затражио, а Општина одобрила куповину садница за будући парк. 
Након израде плана будућег парка, направљеног по угледу на паркове у Аустрији и Мађарској, Кајзер је у Бечу и Пешти, набавио квалитетне саднице, од којих је највише било платана (до тада непознатог у овим крајевима) и кестена за алеје парка. Било је и садница тополе, липе, јаблана, јеле, тује, бора и букве. Ниско алпско растиње је било предвиђено за имитацију грмља, а међу садницама је било и неколико егзотичних биљних врста, којих сада у парку нема. 
Скоро сви засађени примјерци су се успјешно примили, али убрзо су настале невоље, јер тадашњи Бијељинци нису могли да схвате сврху забране уласка запрега и стоке на дојучерашњу запуштену ледину, нити сађење толиког броја дрвећа у граду, које, при том, не рађа воће. Убрзо су дјеца из околних сокака и махала, често на наговор старијих, почела да ломе и чупају младо дрвеће и тако сузбијају "беамтерске новотарије". Много муке је имао Јохан Кајзер (од Сембераца убрзо прозван "Јован Цар", што је буквални превод његовог имена и презимена) да, с мотком у руци, одбрани парк. У највећој мјери је успио, а убрзо су и Бијељинци промијенили навике, па је Градски парк постао њихово омиљено мјесто за доколицу. У парку је у прво вријеме постојала и стаклена башта за одгајање цвијетних врста, а све до седамдесетих година 20. вијека у централном дијелу парка је радила кафана-ресторан.
Градски парк је био на удару људи и природе у неколико наврата. Више од четвртине стабала у парку је тешко оштећено у олуји 28. јуна 1928. године, а нова несрећа се догодила крајем Другог свјетског рата, када су њемачки војници исјекли сво зимзелено дрвеће у Парку да би од њих направили новогодишње јелке.
У поратном периоду знатно је измијењено лице парка и он је изгубио свој првобитни барокни изглед, а временом је запуштен, поготово у вријеме деведесетих година 20. вијека.
У другој деценији 20. вијека започела је обнова парка - постављена је модерна лед-расвјета, изграђена кафе-посластичарница на мјесту некадашње кафане у средишту парка и обновљена ограда, па је Градски парк у Бијељини убрзо поново постао омиљено окупљалиште Бијељинаца и њихових гостију.